# Schuberthügel
Der Schuberthügel ist ein rund 450 m hoher Hügel an der Oates-Küste des ostantarktischen Viktorialands. Er ragt am südlichen Ende der Kavrayskiy Hills westlich des Rennick-Gletschers auf.
Wissenschaftler der deutschen Expedition GANOVEX III (1982–1983) nahmen seine Benennung vor. Namensgeber ist der deutsche Geologe Wolfgang Schubert von der Universität Würzburg, der an dieser Forschungsreise beteiligt war.